# Radomsk
Radomsk – dynastia chasydzka założona w 1843 roku w Radomsku przez miejscowego rabina Salomona Rabinowicza. Po jego śmierci funkcje cadyka pełnili: Abraham Isachar (1866–1892) i Ezechiel Rabinowicz (1892–1910). Cadycy i członkowie ich rodzin spoczywają w okazałym ohelu na cmentarzu żydowskim w Radomsku.